# Рябченюк Ананій Павлович
Ананій Павлович Рябченюк (21 жовтня 1930, село Зубильне Локачинського (нині Володимир-Волинського) району Волинської області — 02 жовтня 1996, Нововолинськ) — учасник національно-визвольної боротьби 50-х років, політв'язень сталінських таборів, учитель, громадський діяч, поет.

## Життєпис
Село Зубильне, що у Локачинському районі, є малою батьківщиною Ананія Павловича. Бабуся Ірина, неперевершений казкар, дала допитливому внукові ключик до розгадок доступних для його віку таємниць природи. Розповіді батька Павла Олексійовича (вояка УНА) про події 1917—1920 років переросли у дитячому серці у любов до рідної землі. Вчителька-полячка, жорстоко побивши лінійкою руки хлопчика початкової школи за те, що на подвір'ї в час перерви розмовляв українською, спонукала до клятви шанувати рідну мову як дорогоцінний скарб.
Навчаючись у Затурцівській середній школі, віддавав себе підпільній боротьбі під керівництвом ОУН. З 1947 року входив до підпільної організації МУР (молоді українські революціонери). Цікавився політикою. Віршував.
30 грудня 1949 року учня забрали з уроків й заарештували.
Допити, тортури, вирок 25 років позбавлення волі і 5 років (заслання) висилки не зламали духу юнака.
Майже 7 років провів у воркутинських таборах. Ці роки — найцінніша школа знань, університет для юного волинянина, що дав напрямок на весь подальший вік.
У 1956 році був звільнений. Повернувся до рідного краю; в його біографію вписався Нововолинськ. Працював на шахтах міста (паралельно навчавсяу вечірньому гірничо-будівельному технікумі). Працюючи в профтехучилищі, готував майбутніх шахтарів, будівельників. Успішно закінчивши заочно біологічний факультет Львівського державного університету імені Івана Франка, обрав педагогічну роботу.
На зорі відродження України став лідером демократичних сил міста.
Брав участь у створенні міської організації Народного Руху України і був членом її координаційної ради; брав участь у створенні Спілки політв'язнів та репресованих та очолив її; брав участь у створенні братства вояків ОУН-УПА, спілки ветеранів «Злагода»; входив в ініціативну групу по створенню в місті громади УАПЦ (пізніше вона буде зареєстрована як громада УПЦ КП — нині церква Святої Покрови). Своїм хрещеним батьком вважає Ананія Рябченюка і Нововолинська філія Союзу українок. На його звернення міська влада спорудила у 1991 році Символічну могилу борцям за волю України. Мріяв про освячення міста з 4-х сторін і це відбулося 12 жовтня 1997 року.
У роки незалежності друкувався у часописах Нововолинська, Володимира-Волинського, Іванич, Локач, Трускавця («Франкова криниця»), у журналі «Праця й життя» (Австралія).
Ананій Павлович підтримував тісні зв'язки з місцевою пресою; неодноразово в редакції часопису «Наше місто» проводились «круглі столи» з його участю. Був частим гостем літературних та історико-краєзнавчих вечорів, членом літературно-мистецької вітальні «Барви слова» (тепер — «Мамина криниця») у Нововолинській центральній міській бібліотеці. 
У Нововолинську прожив 40 років свого життя. За заслуги перед містом 14 серпня 1998 року було присвоєно звання «Почесний громадянин міста».
За 40 років подружнього життя з дружиною Марією виростили двох синів, дочекалися внуків, правнуків. Марія Миколаївна після смерті чоловіка була упорядником книг про нього.

## Творчість
- Рябченюк А. Біль і спів серця: вірші / Ананій Рябченюк. — Луцьк: Надстир'я, 1997. — 112 с.
- Родився, щоб для України жити: Пісні Олександра Каліщука на слова Ананія Рябченюка: До 80-річчя від дня народження Ананія Рябченюка / упорядник Марія Рябченюк. — Нововолинськ: Мінотавр, 2010. — 40 с. ISBN 966-8811-27-2

## Пам'ять
- Живий ланцюг пам'яті: книга спогадів: присвячується 75-річчю Ананія Рябченюка / редактор і упорядник Марія Рябченюк. — Нововолинськ: Мінотавр, 2005. — 144 с.
- Рябченюк Ананій Павлович // Їх доля — доля України: Видання присвячене 65-й річниці створення УПА. — Нововолинськ,
- 2007. — С. 82-83.
- Мій ангел долі: вірші, спогади / упорядник Марія Рябченюк. — Нововолинськ: Формат, 2016. — 48 с. ISBN 978-966-2557-34-3
- Я не біль — світлу пам'ять з любов'ю заповідним містком проложу: слайд-презентація до 90-річчя від дня народження Ананія Павловича Рябченюка. — Нововолинська центральна міська бібліотека, 2020.
- Ананій Рябченюк: пам'ять у книгах: віртуальна виставка. — Нововолинська центральна міська бібліотека, 2021.